# 北头营乡
北头营乡，是中华人民共和国河北省承德市丰宁满族自治县下辖的一个乡镇级行政单位。

## 行政区划
北头营乡下辖以下地区：
北头营村、松树岭村、大坝沟门村、樱桃沟门村、河南营村、北二营村和东南沟门村。